# Церковь Пресвятого Имени Марии на Виа Латина
Церковь Пресвятого Имени Марии на Виа Латина, или Сантиссимо-Номе-ди-Мария-ин-Виа-Латина (итал. La chiesa Santissimo Nome di Maria a Via Latina) — римско-католическая приходская и титулярная церковь, расположенная в 9-м квартале Рима Аппио-Латино, на виа Чентурипе, к востоку от парка Каффарелла близ Аппиевой дороги. Церковь посвящена Пресвятому Имени Марии. Приходом управляют члены монашеской конгрегации марианистов (Общества Марии), чья Генеральная курия находится в этой церкви. Освящение церкви состоялось 4 апреля 1981 года. Титулярная дьякония была создана папой Иоанном Павлом II в 1985 году.

## Архитектура
Церковь построена в 1980 году по проекту архитектора Альдо Ортолани в модернистском стиле. План представляет собой квадрат. Углы квадрата у входа и за алтарём усечены. От входа до алтаря высокая прямоугольная бетонная рама поддерживает плоскую крышу. С обеих сторон здание спускается четырьмя горизонтальными ступенями, каждая ступенька поддерживает вертикальную бетонную флюгерную лопасть. Эти ступени повторяются вертикально вдоль боковых фасадов. На углах находятся две полукруглые капеллы, одна из которых посвящена Святому Антонию Падуанскому, а другая — Богоматери Пилар (испанской общины Рима).
В верхней части фасада находится горизонтальный световой проём. Вертикальные узкие оконные проёмы окаймляют каждый выступ вдоль боковых фасадов. Еще одна горизонтальная оконная полоса находится в верхней части алтарной стены. Высокая колокольня состоит из двух узких бетонных плит в форме буквы L. Колокола подвешены в угловой части.
Интерьер, как и экстерьер, впечатляет выразительной лапидарной мощью. Он полностью выполнен из серого бетона. Огромное пространство вмещает абстрактные лазурно-голубые витражи в горизонтальных и вертикальных проёмах. За алтарём находится полукруглая сводчатая бетонная стена, окружённая вертикальными и горизонтальными оконными полосами, в основном пурпурного цвета. Над ней находится главная алтарная стена из необработанного бетона с фигурой распятого Христа, но без креста. В церкви находятся две религиозные статуи Святого Антония и Девы Марии Пиларской. Примечателен орган над входными дверями, построенный в 1979 году.